# What If (Coldplay)
What If è un singolo del gruppo musicale britannico Coldplay, pubblicato il 27 giugno 2006 come quinto estratto dal terzo album in studio X&Y.

## Descrizione
Seconda traccia di X&Y, il testo di What If venne subito associato all'allora moglie di Chris Martin, Gwyneth Paltrow. Il frontman dei Coldplay tuttavia smentì le voci quando, durante un'esecuzione del brano, posizionò una mela sul pianoforte, rivelando in questo modo il legame della canzone con la figlia Apple.

## Pubblicazione
What If è stato inizialmente pubblicato a livello promozionale in Europa nella primavera del 2006, per poi venire pubblicato per il mercato belga verso la fine di giugno 2006.
Il singolo contiene una versione di What If missata da Tom Lord-Alge e una versione dal vivo di How You See the World eseguita dal vivo all Earls Court. La copertina rappresenta, così come tutti i singoli estratti dall'album, il titolo del brano in Codice Baudot su sfondo azzurro.

## Tracce
CD promozionale (Europa)
1. What If – 4:57

CD singolo (Belgio)
1. What If (Tom Lord Alge Mix) – 5:07
2. How You See the World (Live from Earls Count) – 4:16

## Formazione
Gruppo
- Chris Martin – voce, pianoforte
- Jonny Buckland – chitarra
- Guy Berryman – basso
- Will Champion – batteria

Altri musicisti
- Audrey Riley – arrangiamento strumenti ad arco, strumenti ad arco
- Chris Tombling – strumenti ad arco
- Richard George – strumenti ad arco
- Greg Warren Wilson – strumenti ad arco
- Laura Melhuish – strumenti ad arco
- Sue Dench – strumenti ad arco
- Peter Lale – strumenti ad arco
- Ann Lines – strumenti ad arco
- Mark Phytian – effetti sonori al computer
- Carmen Rizzo – effetti sonori al computer
- Rob Smith – effetti sonori al computer, assistenza tecnica

Produzione
- Danton Supple – produzione
- Coldplay – produzione
- Keith Gore – ingegneria Pro Tools
- Michael H. Brauer – missaggio
- George Marino, Chris Athens – mastering
- Jon Bailey – assistenza tecnica
- Will Hensley – assistenza tecnica
- Jake Jackson – assistenza tecnica
- Mar Lejeune – assistenza tecnica
- Taz Mattar – assistenza tecnica
- Adam Noble – assistenza tecnica
- Mike Pierce – assistenza tecnica
- Dan Parter – assistenza tecnica
- Tim Roe – assistenza tecnica
- Brian Russell – assistenza tecnica
- Adam Scheuermann – assistenza tecnica
- Brad Spence – assistenza tecnica
- Jon Withnal – assistenza tecnica
- Andrea Wright – assistenza tecnica